# Michael Maddox
Michael Maddox, russisch Михаил Егорович Маддокс (geb. 1747; gest. 1822), war ein englischer Unternehmer und Theaterdirektor, der im zaristischen Russland tätig war. 

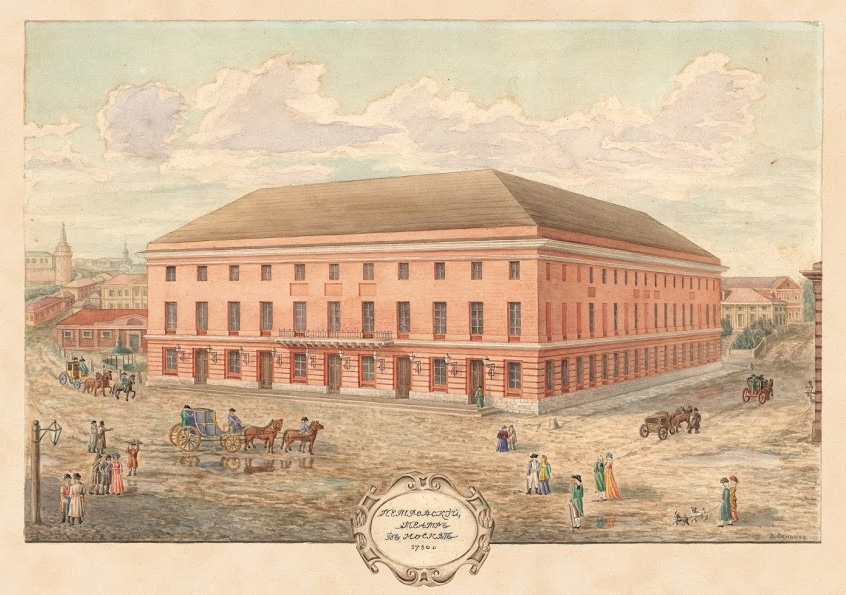
Gebäude des Petrowski-Theaters

## Leben
Maddox wurde 1747 geboren. Zusammen mit Fürst Pjotr Urussow (1733–1813), dem russischen Unternehmer und Provinzprokurator von Moskau, gründete er das Petrowski-Theater, das erste öffentliche Theater in Moskau. Der Vorläufer des Bolschoi-Theaters in Moskau wurde 1780 eröffnet, mit einem innovativen System der Sitzplatzvermietung im Abonnement. Als typischer Mann der Aufklärung, der das Theater als Schule verstand, bestand Maddox auf einem hochwertigen Repertoire, das unter anderem aus Werken von Gotthold Lessing, Friedrich Schiller, Denis Fonwisin und Molière bestand; leichtere Kost wurde in den „Vauxhalls“ genannten Lustgärten geboten. 1805 brannte das Theater nieder. Sein Theater war bereits zuvor in Konkurs gegangen und vom Kommandanten der Stadt Moskau übernommen worden, was zu mehr Eingriffen der Regierung führte.